# Hojo Shigetoki (1333)
Hojo Shigetoki' (Japans: 北条茂時) (? - 4 juli 1333) van de Hojo-clan was de veertiende en laatste rensho (assistent van de shikken) van 1330 tot zijn dood in 1333.